# Марданшах (сасанидски принц)
Марданшах (персијски: مردانشاه‎) је био сасанидски принц из 7. века. Био је син сасанидског краља (шах) Хозроје II (владао 590–628) и Ширин, и био је пимарни наследник Сасанидског царства. Касније је убијен заједно са својом браћом и полубраћом од стране свог полубрата Кавада 628. године.